# Bulhon
Bulhon és un municipi francès situat al departament del Puèi Domat i a la regió d'Alvèrnia-Roine-Alps. L'any 2007 tenia 442 habitants.

## Demografia

### Població
El 2007 la població de fet de Bulhon era de 442 persones. Hi havia 168 famílies de les quals 24 eren unipersonals (8 homes vivint sols i 16 dones vivint soles), 60 parelles sense fills, 76 parelles amb fills i 8 famílies monoparentals amb fills.
La població ha evolucionat segons el següent gràfic:
Habitants censats

### Habitatges
El 2007 hi havia 198 habitatges, 169 eren l'habitatge principal de la família, 14 eren segones residències i 15 estaven desocupats. Tots els 197 habitatges eren cases. Dels 169 habitatges principals, 145 estaven ocupats pels seus propietaris, 17 estaven llogats i ocupats pels llogaters i 7 estaven cedits a títol gratuït; 1 tenia una cambra, 2 en tenien dues, 11 en tenien tres, 52 en tenien quatre i 103 en tenien cinc o més. 149 habitatges disposaven pel capbaix d'una plaça de pàrquing. A 41 habitatges hi havia un automòbil i a 117 n'hi havia dos o més.

### Piràmide de població
La piràmide de població per edats i sexe el 2009 era:
| Homes | Edats   | Dones |
| ----- | ------- | ----- |
| 0     | 95 o +  | 0     |
| 4     | 90 a 94 | 4     |
| 4     | 85 a 89 | 4     |
| 4     | 80 a 84 | 0     |
| 8     | 75 a 79 | 4     |
| 4     | 70 a 74 | 4     |
| 8     | 65 a 69 | 8     |
| 12    | 60 a 64 | 4     |
| 12    | 55 a 59 | 12    |
| 16    | 50 a 54 | 16    |
| 20    | 45 a 49 | 8     |
| 16    | 40 a 44 | 20    |
| 12    | 35 a 39 | 16    |
| 20    | 30 a 34 | 12    |
| 12    | 25 a 29 | 8     |
| 8     | 20 a 24 | 8     |
| 20    | 15 a 19 | 0     |
| 8     | 10 a 14 | 12    |
| 12    | 5 a 9   | 16    |
| 8     | 0 a 4   | 12    |

## Economia
El 2007 la població en edat de treballar era de 299 persones, 239 eren actives i 60 eren inactives. De les 239 persones actives 223 estaven ocupades (119 homes i 104 dones) i 16 estaven aturades (7 homes i 9 dones). De les 60 persones inactives 25 estaven jubilades, 19 estaven estudiant i 16 estaven classificades com a «altres inactius».

### Ingressos
El 2009 a Bulhon hi havia 191 unitats fiscals que integraven 506 persones, la mediana anual d'ingressos fiscals per persona era de 18.733 €.

### Activitats econòmiques
Dels 12 establiments que hi havia el 2007, 1 era d'una empresa de fabricació d'altres productes industrials, 4 d'empreses de construcció, 1 d'una empresa de comerç i reparació d'automòbils, 1 d'una empresa d'hostatgeria i restauració, 1 d'una empresa d'informació i comunicació, 3 d'empreses de serveis i 1 d'una empresa classificada com a «altres activitats de serveis».
Dels 5 establiments de servei als particulars que hi havia el 2009, 1 era un paleta, 1 guixaire pintor, 2 electricistes i 1 perruqueria.
L'any 2000 a Bulhon hi havia 15 explotacions agrícoles que ocupaven un total de 306 hectàrees.

## Poblacions més properes
El següent diagrama mostra les poblacions més properes.